# Коэффициент динамичности
Коэффициентом динамичности в теории колебаний называют безразмерную скалярную физическую величину, определяемую следующим выражением:
{\displaystyle \beta ={\frac {A}{A_{0}}}={\frac {1}{\sqrt {(1-{\frac {\omega ^{2}}{p^{2}}})^{2}+{\frac {4n^{2}\omega ^{2}}{p^{4}}}}}}\qquad \qquad (1)}
где
- А — амплитуда
- А0 — равновесная амплитуда, представляющая собой статическую деформацию упругой связи под действием максимальной силы P0
- ω — частота возмущения
- p — собственная частота колебаний
- n — коэффициент, характеризующий силы вязкого трения

Коэффициент динамичности применяется для оценки влияния частоты возмущающей силы.
Так же он показывает во сколько раз амплитуда вынужденных колебаний больше статического отклонения.
Непосредственное определение коэффициента n затруднительно. Поэтому в формулу (1) целесообразно вместо n ввести коэффициент поглощения ψ. Тогда
{\displaystyle \beta ={\frac {1}{\sqrt {(1-{\frac {\omega ^{2}}{p^{2}}})^{2}+{\frac {\psi ^{2}}{4\pi ^{2}}}}}}\qquad \qquad (2)}
Преимуществом формулы (2) является то, что коэффициент динамичности поставлен в зависимость от энергетической характеристики трения ψ, что позволяет использовать эту формулу не только для вязкого трения, но и для других законов трения.
Можно также ввести в формулу для коэффициента динамичности логарифмический декремент δ. Воспользовавшись приближенной зависимостью
{\displaystyle \delta \approx {\frac {1}{2\psi _{\omega =p}}}}
получим
{\displaystyle \beta ={\frac {1}{\sqrt {(1-{\frac {\omega ^{2}}{p^{2}}})^{2}+({\frac {\delta }{\pi }})^{2}({\frac {\omega }{p}})^{2}}}}\qquad \qquad (3)}
Из анализа приведённых выше зависимостей следует, что при приближении частоты возмущения ω к частоте собственных колебаний p коэффициент динамичности возрастает. Максимум амплитуды колебаний достигается при ω/p=1; при этом
{\displaystyle \beta _{max}={\frac {2\pi }{\Psi _{(\omega =p)}}}\approx {\frac {\pi }{\delta }}\qquad \qquad (4)}
где
- δ — логарифмический декремент колебаний
- ω — частота возмущения
- p — собственная частота колебаний

По аналогии с электрическими системами эта величина называется добротностью механической системы.